# International Tour de Toona
L'International Tour de Toona est une course cycliste américaine organisée de 1987 en 2011 et disputée en Pennsylvanie.

## Histoire de la course
Le Tour de Toona est créé en 1987. Il s'agit alors d'une course en ligne masculine. Elle porte ce nom car elle est organisée à Altoona, en Pennsylvanie. Elle devient ensuite une course par étapes. À partir de 1987, le Tour de Toona se double d'une course féminine.
En 2002, le Tour de Toona devient The International. En 2004, il acquiert son nom actuel : l'International Tour de Toona.
En 2008, l'International Tour de Toona redevient une course d'un jour. En raison d'un manque de sponsors, l'édition 2009 a été annulée.

## Palmarès

### Femmes
| Année | Vainqueur              | Deuxième            | Troisième                   |
| ----- | ---------------------- | ------------------- | --------------------------- |
| 1987  | Sarah Costanzo         |                     |                             |
| 1988  | Kathy Steel            |                     |                             |
| 1989  | Susan DiBiase          | Nadine Delozier     | Amy McNall                  |
| 1990  | Danute Bankaitis-Davis | Janice Bolland      | Sally Zack                  |
| 1991  | Linda Brenneman        | Jeannie Golay       | Shari Kain-Rodgers          |
| 1992  | Karen Livingston-Bliss | Elizabeth Emery     | Linda Jackson               |
| 1993  | Eve Stephenson         | Alison Dunlap       | Julie Young                 |
| 1994  | Brooke Blackwelder     | Carol-Ann Bostick   | Elizabeth Emery             |
| 1995  | Phyllis Hines          | Elizabeth Emery     | Louisa Jenkins              |
| 1996  | Linda Jackson          | Laura Charameda     | Karen Brems-Kurreck         |
| 1997  | Deirdre Demet-Barry    | Susy Pryde          | Elizabeth Emery Sarah Ulmer |
| 1998  | Kendra Kneeland-Wenzel | Linda Jackson       | Susy Pryde                  |
| 1999  | Anke Erlank            | Kathryn Watt        | Christina Redden            |
| 2000  | Lyne Bessette          | Sarah Ulmer         | Tracey Gaudry-Watson        |
| 2001  | Geneviève Jeanson      | Pia Sundstedt       | Rosalind Reekie-May         |
| 2002  | Heather Albert-Hall    | María Luisa Calle   | Jessica Phillips            |
| 2003  | Lyne Bessette          | Geneviève Jeanson   | Karen Bockel                |
| 2004  | Lyne Bessette          | Susan Palmer-Komar  | Erinne Willock              |
| 2005  | Christine Thorburn     | Annette Beutler     | Kimberley Bruckner-Baldwin  |
| 2006  | Kristin Armstrong      | Alexandra Wrubleski | Erinne Willock              |
| 2007  | Kristin Armstrong      | Mara Abbott         | Kori Kelly-Seehafer         |
| 2008  | Laura Van Gilder       | Iona Wynter-Parks   | Jacquelyn Crowell           |
| 2009  | Non-disputé            |                     |                             |
| 2010  | Catherine Cheatley     | Erica Allar         | Laura Van Gilder            |
| 2011  | Janel Holcomb          | Tara Whitten        | Kathryn Donovan             |